# Сосиан Хиерокъл
Сосиан Хиерокъл (на латински: Sossianus Hierocles; на старогръцки: Ἱεροκλῆς; fl. 303) е политик и офицер на Римската империя през края на 3 и началото на 4 век. Противник е на християнството.
Той служи през 290-те години като praeses в Сирия по времето на Диоклециан (284 – 305).
Става викарий (vicarius) и префект (praefectus Alexandreae et Aegypti) на дистрикт Изток в Сирия, Палестина и Египет. От 299 до 303 г. Сосиан Хиерокъл е легат (legatus Augusti pro praetore), управител на имперската римска провинция Витиния,
Написал е книгата Любители на истината (гръцки: Φιλαλήθης). Евсевий Кесарийски (ок. 263 – 339) пише книгата Contra Hieroclem.